# Jorge Enríquez
Jorge „Chatón” Enríquez García (ur. 8 stycznia 1991 w Mexicali) – meksykański piłkarz występujący na pozycji defensywnego pomocnika, reprezentant Meksyku.

## Kariera klubowa
Enríquez urodził się w leżącym na meksykańsko-amerykańskiej granicy mieście Mexicali w stanie Kalifornia Dolna, jednak wychowywał się w Tepic w stanie Nayarit. Pochodzi z piłkarskiej rodziny – jego ojciec był amatorskim zawodnikiem, zaś stryj Héctor Enríquez przez osiem lat występował w pierwszej lidze meksykańskiej. Jest wychowankiem akademii juniorskiej klubu Chivas de Guadalajara, zaś do seniorskiej drużyny został włączony jako dziewiętnastolatek przez szkoleniowca José Luisa Reala. W meksykańskiej Primera División zadebiutował 17 lutego 2010 w wygranym 1:0 spotkaniu z Pachucą, zaś premierowego gola w najwyższej klasie rozgrywkowej strzelił 1 maja tego samego roku w przegranej 2:4 konfrontacji z Morelią. W tym samym roku dotarł z Chivas do finału rozgrywek Copa Libertadores, pełniąc jednak rolę rezerwowego i regularne występy zaczął notować dopiero kilka miesięcy później. W wiosennym sezonie Clausura 2015 doszedł do finału pucharu Meksyku – Copa MX, zaś pół roku później, podczas jesiennego sezonu Apertura 2015, triumfował z Chivas w tych rozgrywkach, w obydwu przypadkach będąc jednak przeważnie zawodnikiem rezerwowym.
Wiosną 2016 Enríquez na zasadzie wypożyczenia przeniósł się do ekipy Club León, w ramach rozliczenia za transfer Carlosa Peñi.
| Sezon     | Klub                  | Kraj   | Rozgrywki | Mecze | Bramki |
| --------- | --------------------- | ------ | --------- | ----- | ------ |
| 2009/2010 | Chivas de Guadalajara | Meksyk | Liga MX   | 7     | 1      |
| 2010/2011 | Chivas de Guadalajara | Meksyk | Liga MX   | 16    | 0      |
| 2011/2012 | Chivas de Guadalajara | Meksyk | Liga MX   | 16    | 1      |
| 2012/2013 | Chivas de Guadalajara | Meksyk | Liga MX   | 24    | 1      |
| 2013/2014 | Chivas de Guadalajara | Meksyk | Liga MX   | 19    | 0      |
| 2014/2015 | Chivas de Guadalajara | Meksyk | Liga MX   | 16    | 1      |
| 2015/2016 | Chivas de Guadalajara | Meksyk | Liga MX   | 10    | 0      |
| 2015/2016 | Club León             | Meksyk | Liga MX   |       |        |

## Kariera reprezentacyjna
W 2011 roku Enríquez został powołany przez trenera Juana Carlosa Cháveza do reprezentacji Meksyku U-20 na Mistrzostwa Ameryki Północnej U-20. Na gwatemalskich boiskach pełnił rolę kluczowego zawodnika swojej drużyny, rozgrywając wszystkie pięć meczów w wyjściowym składzie, zaś jego kadra triumfowała ostatecznie w tych rozgrywkach, pokonując w finale Kostarykę (3:1). Kilka miesięcy później znalazł się w składzie na Mistrzostwa Świata U-20 w Kolumbii, gdzie również miał niepodważalne miejsce w środku pola, tworząc duet środkowych pomocników z Diego de Buenem i wystąpił we wszystkich możliwych siedmiu spotkaniach w pełnym wymiarze czasowym. Będąc liderem i kapitanem swojego zespołu dotarł z nim aż do półfinału, a później zajął trzecie miejsce po wygranej konfrontacji z Francją (3:1), w której strzelił również gola. Młodzi Meksykanie zostali rewelacją młodzieżowego mundialu, zaś Enríquez za sprawą swoich świetnych występów otrzymał w oficjalnym plebiscycie FIFA nagrodę w postaci Brązowej Piłki mistrzostw dla trzeciego najlepszego zawodnika turnieju.
W październiku 2011 Enríquez w barwach reprezentacji Meksyku U-23 prowadzonej przez Luisa Fernando Tenę wziął udział w Igrzyskach Panamerykańskich w Guadalajarze. Tam pełnił rolę rezerwowego zawodnika kadry – mimo iż wystąpił we wszystkich pięciu spotkaniach, to tylko raz wybiegł na boisko w pierwszym składzie. Wpisał się również na listę strzelców w grupowym meczu z Ekwadorem (2:1), zaś jego drużyna, pełniąca wówczas rolę gospodarzy, zdobyła ostatecznie złoty medal na męskim turnieju piłkarskim, pokonując w finale Argentynę (1:0). W 2012 roku został powołany na północnoamerykański turniej eliminacyjny do Igrzysk Olimpijskich w Londynie, podczas którego rozegrał wszystkie pięć meczów, natomiast jego zespół triumfował wówczas w rozgrywkach, pokonując w finale po dogrywce Honduras (2:1). W tym samym roku wziął udział w prestiżowym towarzyskim Turnieju w Tulonie, gdzie wystąpił we wszystkich pięciu meczach, a jego ekipa wygrała te rozgrywki po finałowym zwycięstwie z Turcję (3:0). Kilka tygodni później został powołany przez Tenę na Igrzyska Olimpijskich w Londynie. Tam był jednym z kluczowych zawodników drużyny, rozegrał wszystkie sześć spotkań i zdobył gola w ćwierćfinale z Senegalem (4:2), natomiast Meksykanie zdobyli wówczas jedyny złoty medal dla swojego kraju na tej olimpiadzie po pokonaniu w finale faworyzowanej Brazylii (2:1).
W 2011 roku Enríquez znalazł się w ogłoszonym przez Luisa Fernando Tenę składzie rezerwowej reprezentacji Meksyku, złożonej głównie z graczy z rocznika '89, która pod szyldem dorosłej kadry wzięła udział w Copa América. Właśnie podczas tych rozgrywek zadebiutował w seniorskiej kadrze, 4 lipca 2011 w przegranym 1:2 spotkaniu fazy grupowej z Chile. Ogółem wystąpił wówczas we wszystkich trzech meczach w pełnym wymiarze czasowym, będąc podstawowym środkowym pomocnikiem zespołu, lecz jego drużyna zanotowała na argentyńskich boiskach komplet porażek i odpadła z turnieju już w fazie grupowej. Dwa lata później został powołany przez selekcjonera José Manuela de la Torre na Złoty Puchar CONCACAF, gdzie rozegrał trzy z pięciu możliwych spotkań, z czego dwa w wyjściowym składzie, natomiast Meksykanie, grający wówczas w rezerwowym składzie złożonym z graczy występujących w krajowej lidze, zakończyli wówczas swój udział w rozgrywkach na półfinale. Wziął również udział w udanych ostatecznie dla jego reprezentacji eliminacjach do Mistrzostw Świata 2014, podczas których dwukrotnie pojawił się na boisku.

## Styl gry
Enríquez jest prawonożnym zawodnikiem, mogącym występować zarówno na pozycji środkowego oraz defensywnego pomocnika, jak i środkowego obrońcy. Cechuje go dobra gra w powietrzu, elegancja w grze i umiejętności przywódcze. Za sprawą podobnego stylu gry jest porównywany do Estebana Cambiasso.